# Claude Lorrain
Claude Gellée (o Gelée) detto Lorrain, o anche Claudio Lorenese (Chamagne, 16 dicembre 1600 – Roma, 23 novembre 1682), è stato un pittore francese, attivo soprattutto a Roma. Insieme a Nicolas Poussin, è considerato il maestro del genere del paesaggio ideale.

## Biografia

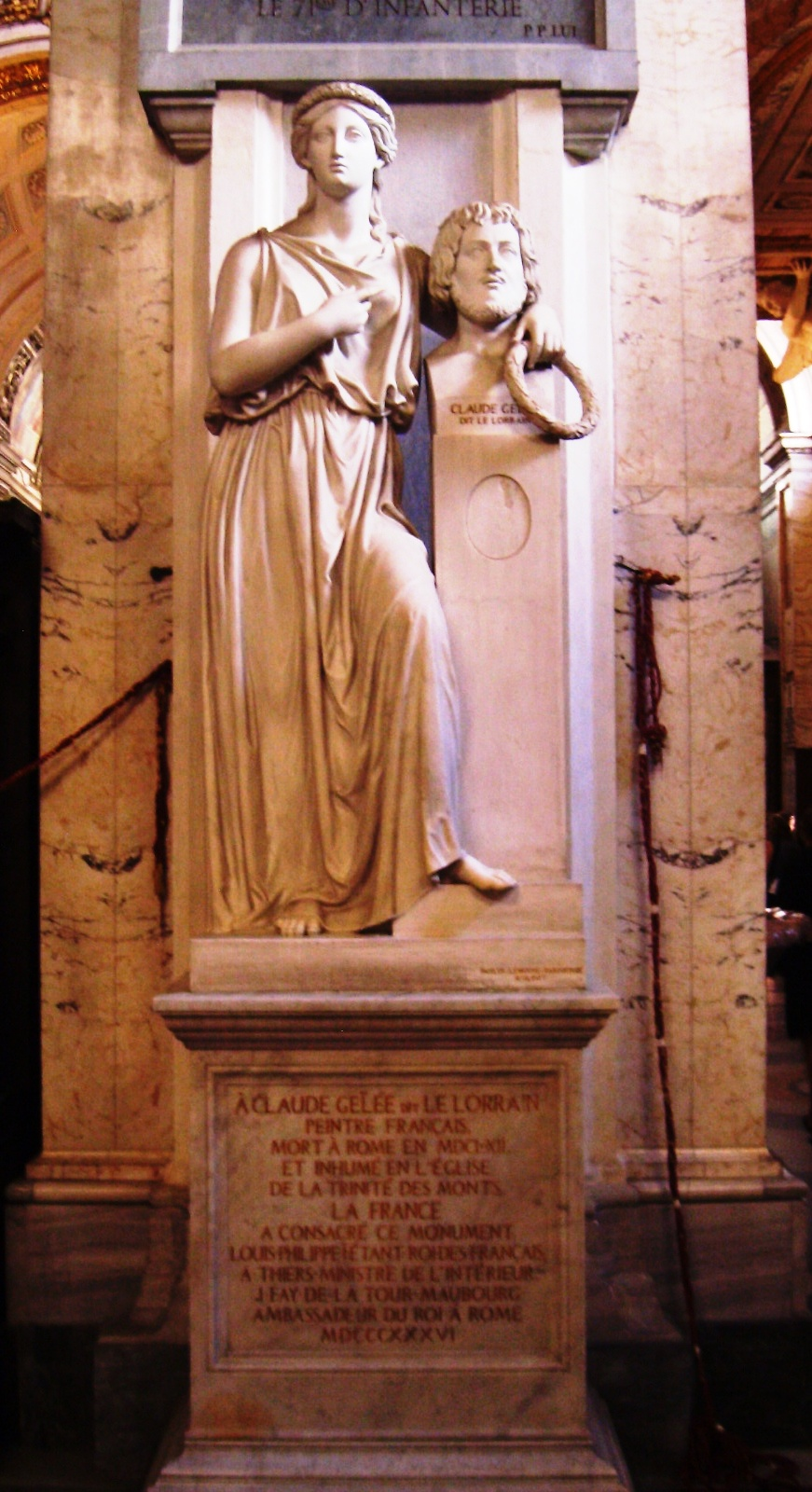
Il monumento funebre a Lorrain nella chiesa di San Luigi dei Francesi a Roma

Giunse a Roma giovanissimo (nel 1616 partecipò alla decorazione pittorica di Villa Lante di Bagnaia, presso Viterbo) e fu allievo del Cavalier d'Arpino e soprattutto di Agostino Tassi, paesaggista ed esperto di decorazione architettonica (era un apprezzato quadraturista): conclusa la sua formazione, nel 1625 tornò in Francia e lavorò agli affreschi per la chiesa dei Carmelitani di Nancy, ma dal 1626 si stabilì definitivamente a Roma, dove si specializzò nel genere del paesaggio.
I presupposti estetici di Claude Lorrain, così come quelli del suo connazionale Nicolas Poussin, vanno ricercati nell'interpretazione classicista della natura operata dai bolognesi Annibale Carracci e Domenichino.
Strumento prezioso per seguire l'attività del Lorenese è il suo Liber Veritatis, un album di 195 disegni che raccoglie le riproduzioni dei suoi lavori a partire dal 1639, redatto dall'artista per tutelare la propria opera (le sue tele, a partire dagli anni '30, erano divenute oggetto di imitazione).
Morì a Roma nel 1682, ultraottantenne, e venne sepolto, secondo la sua volontà, nella chiesa di Trinità dei Monti. Nel 1840 la sua salma venne traslata nella Chiesa di San Luigi dei Francesi. L'epitaffio sulla sua tomba recita: "rappresentò in modo meraviglioso i raggi del sole all'alba e al tramonto sulla campagna".
Le opere grafiche di Claude Lorrain sono catalogate nel "Catalogue Raisonne of the graphic work of Claude Lorrain" curato da Lino Mannocci e pubblicato nel 1988 da Yale University Press.

## Nei media
- Nel 1970 è stato girato il cortometraggio The Art of Claude Lorrain di Dudley Shaw Ashton.

## Opere principali
- Veduta di Delphi, 1660, olio su tela, 96,6 × 115,7 cm
- Porto con Villa Medici, 1637, olio su tela, 102 × 133 cm, Firenze, Galleria degli Uffizi
- Porto marino con l'imbarco di sant'Orsola, 1641, olio su tela, 112,9 × 149 cm, Londra, National Gallery
- Paesaggio con la ninfa Egeria, 1669, Napoli, Museo di Capodimonte